# لويس إدواردو غارسيا
لويس إدواردو غارسيا (بالإسبانية: Luis Eduardo García)‏ هو لاعب كرة قدم مكسيكي، ولد في 28 سبتمبر 1994. لعب مع Tuxtla F.C. ‏.

## روابط خارجية
- لويس إدواردو غارسيا على موقع قاعدة بيانات كرة القدم.إي يو (الإنجليزية)
- لويس إدواردو غارسيا على موقع Soccerway.com (الإنجليزية)